# Impossibilité d'agir
Pour les articles homonymes, voir Impossibilité d'agir (homonymie).
Ne doit pas être confondu avec Force majeure.
En procédure civile québécoise, l'impossibilité d'agir est un concept qui constitue l'un des seuls moyens d'allonger les délais de rigueur prévus dans les règles de procédure. La notion est prévue aux articles 84 et 173 à 177 du Code de procédure civile du Québec. Une des principales causes de l'impossibilité d'agir est l'erreur administrative de l'avocat d'une partie, pour autant qu'il ne s'agisse pas d'une négligence grossière. 

## Dispositions principales
« 84. Un délai que le Code qualifie de rigueur ne peut être prolongé que si le tribunal est convaincu que la partie concernée a été en fait dans l’impossibilité d’agir plus tôt. Tout autre délai peut, si le tribunal l’estime nécessaire, être prolongé ou, en cas d’urgence, abrégé par lui. Lorsqu’il prolonge un délai, le tribunal peut relever une partie des conséquences du défaut de le respecter.
173. Le demandeur est tenu, dans un délai de six mois ou, en matière familiale, d’un an à compter de la date où le protocole de l’instance est présumé accepté ou depuis la tenue de la conférence de gestion qui suit le dépôt du protocole, ou encore depuis la date où celui-ci est établi par le tribunal, de procéder à la mise en état du dossier et, avant l’expiration de ce délai de rigueur, de déposer au greffe une demande pour que l’affaire soit inscrite pour instruction et jugement.
Le tribunal peut néanmoins, lors d’une conférence de gestion, prolonger ce délai si le degré élevé de complexité de l’affaire ou des circonstances spéciales le justifient. Il peut également le faire, même par la suite avant l’expiration du délai de rigueur, si les parties lui démontrent qu’elles étaient en fait dans l’impossibilité, lors de cette conférence, d’évaluer adéquatement le délai qui leur était nécessaire pour mettre le dossier en état ou que, depuis, des faits alors imprévisibles sont survenus. Le délai fixé par le tribunal est aussi de rigueur.
Si les parties ou le demandeur n’ont pas déposé le protocole de l’instance ou la proposition de protocole dans le délai imparti de 45 jours ou de trois mois, le délai de six mois ou d’un an se calcule depuis la signification de la demande. Le tribunal ne peut alors prolonger ce délai que si l’une ou l’autre des parties était en fait dans l’impossibilité d’agir.
177. Faute de demander l’inscription dans le délai de rigueur, le demandeur est présumé s’être désisté de sa demande à moins qu’une autre partie n’ait demandé l’inscription dans les 30 jours de l’expiration du délai.
Le tribunal peut lever la sanction contre le demandeur s’il est convaincu qu’il était en fait dans l’impossibilité d’agir dans le délai imparti. Dans ce cas, le tribunal modifie le protocole de l’instance et fixe un nouveau délai qui ne pourra être prolongé que si un motif impérieux l’exige. »

## Jurisprudence pertinente

### Tribunaux d'appel
D'après l'arrêt Construction Gilles Paquette inc. c. Entreprises Végo Ltée de la Cour suprême du Canada, « l’erreur de l’avocat ne doit pas être fatale à la partie qu’il représente lorsqu’il est possible d’y remédier sans injustice pour la partie adverse ». La Cour suprême du Canada a aussi rendu les décisions Cité de Pont-Viau c. Gauthier Mfg. Ltée. et St-Hilaire c. Bégin qui énoncent la même règle. 
D'après l'arrêt Syndicat de copropriété du 8980 au 8994 Croissant du Louvre c. Habitations Signature inc de la Cour d'appel du Québec, « le défaut d’inscrire dans le délai résulte de la négligence grossière de l’avocate qui représentait les appelants à l’époque, négligence qui « ne constitue pas une impossibilité d’agir » pour la partie elle-même ». De plus, « si la partie demanderesse démontre avoir été « en fait dans l’impossibilité d’agir » dans le délai imparti, y compris en raison de la négligence ou de l’incompétence (même grossière) de son avocat, on devrait en principe s’attendre à ce que le tribunal la relève de son défaut, tout en précisant qu’il ne s’agit pas là pour autant d’un automatisme »
D'après l'arrêt Heaslip c. McDonald de la Cour d'appel, « la Cour est d’avis que, s’agissant d’une question de fait, l’impossibilité d’agir dont parle l’article 177 C.p.c. doit s’apprécier eu égard à la partie demanderesse elle-même, puisque c’est elle qui aura à supporter les conséquences du défaut si la sanction n’en est pas levée. Cette impossibilité peut résulter de l’erreur, de l’incompétence ou de la négligence, même grossière, de son avocat, dans la mesure où la partie elle-même aura agi avec diligence. Si tel est le cas, le tribunal devrait en principe relever la partie de son défaut, tout en précisant par ailleurs qu’il ne s’agit pas là pour autant d’un automatisme. Un exercice de pondération, dans le respect de l’article 9 C.p.c., est requis de la part du tribunal saisi de la demande. »
D'après l'arrêt Villanueva c. Pilotte de la Cour d'appel, « Le pouvoir discrétionnaire conféré au juge de première instance en vertu de l’article 110.1 a.C.p.c. ou de l’article 177 C.p.c., commande une grande déférence [...] Seule une décision abusive, déraisonnable ou basée sur des considérations erronées justifiera l’intervention d’une cour d’appel ».

### Tribunaux de première instance
Dans l'arrêt Larouche c. Matériaux J.P.C. Inc., le tribunal conclut que l'erreur d’un avocat constitue, pour la partie, une impossibilité d’agir » au sens de l’article équivalent de l'ancien Code de procédure civile 
L'arrêt Tremblay c. General Accident, compagnie d’assurances du Canada donne à titre d'exemple « lorsque l’avocat de la partie demanderesse a omis de déposer l’inscription avant ses vacances, on ne peut faire supporter au demandeur les inconvénients de l’erreur de son avocat puisqu’il est possible d’y remédier sans injustice pour la partie adverse »
L'arrêt Têtu c. Bouchard a jugé que « il n’y a pas lieu d’accorder une prolongation de délai lorsque le défaut d’inscrire résulte d’un entêtement procédural de la part de l’avocat de la partie demanderesse et que cette dernière, malgré le rejet de la requête, n’est pas privée de son droit de poursuivre l’un des défendeurs en justice puisque son recours n’est pas prescrit. »
L'arrêt Michelin Amérique du Nord (Canada) inc. c. Pneu Pro-pose inc. affirme que « l'impossibilité en fait d'agir doit s'apprécier concrètement, du point de vue de celui qui aura à supporter les conséquences de la forclusion s'il n'en est pas relevé ».
D'après l'arrêt Therrien c. Lapierre, « compte tenu du caractère relatif de l'impossibilité d'agir énoncée à l'article 110.1 C.P.C., les circonstances particulières du présent dossier peuvent être assimilées à une impossibilité, en fait, d'agir »
Dans la décision Compagnie de location Canadian Road (Location services financiers Volvo du Canada) c. Pasquin, « la méconnaissance de l'application des dispositions du Code de procédure civile équivaut à l'impossibilité d'agir prévue par l'article 110.1 C.p.c. ».
Dans la décision Construction BSP inc. c. Marcotte, s'il n'y avait pas de mauvaise foi et les délais ne sont pas excessifs, « il y a lieu de relever la demanderesse de son défaut de produire une inscription pour enquête et audition ».
D'après l'arrêt Girard c. Gobeil, « une certaine retenue est de mise » et « le rejet d'une action doit être la sanction ultime et ne doit être utilisée qu'avec une grande prudence ».
D'après la décision Larouche c. Barabé, « l'erreur administrative de l'avocate des intimés n'avait eu aucune conséquence irréparable pour les requérants ».
D'après la décision Louis c. Lacerte« les tribunaux font toutefois une distinction entre la simple erreur de l'avocat et l'erreur qui relève de la négligence. Dans ce dernier cas, le défaut d'inscrire dans le délai est fatal et le demandeur ne pourra être relevé de son défaut. »
D'après l'arrêt Nicolas c. Cristiano, la négligence grossière de l'avocat ne permet pas de prouver l'impossibilité d'agir. 
D'après la décision Hoolahan c. Newman, « la jurisprudence rendue sur la notion d'« impossibilité d'agir dans le délai » en vertu de l'ancien Code de procédure civile demeure pertinente »